# Angyal-forrási-barlang
Az Angyal-forrási-barlang Magyarország fokozottan védett barlangjai közül az egyik. A Duna–Ipoly Nemzeti Parkban található Tóvárosban, (Tatán) helyezkedik el. Régészeti leletek kerültek elő belőle.

## Leírás
A tatai Angolkertben található barlang. Bejárásához a Duna–Ipoly Nemzeti Park Igazgatóság engedélye szükséges.
A forrásbarlang szpeleológiai kuriózum, mert nem a karsztosodó kőzetekben keletkezett, hanem kavicskonglomerátumban, illetve homokkőben. Az első leírások tévesen mésztufában kialakult üregről tájékoztattak. Ennek az volt az oka, hogy a kavicskő-falakat a dús mésztartalmú vízből kivált mésztufa sok helyen beborítja. A barlang anyakőzetét alkotó kavicskonglomerátum kőzettanilag vegyes kavicsanyaga pannon kori. Az egyes kavicsok mérete tág határok között változik, a legnagyobbak 20 centiméter körüliek, az alsó határ pedig már a homokszemcsék mérettartományába esik. A kavicsokat cementáló anyag zömében kalcium-karbonát, amely – talán a barlang kialakulását megelőző időkben működött mésztartalmú forrásrendszerből vált ki, összetapasztva a kavicsos-homokos takarót.
A kötőanyag mennyisége változó, általában 15–25%. A kőzet nagyon szilárd, talán ennek is köszönhető, hogy a mindössze 2–3 méter vastag főte nem szakadt még be. A feltárás során a talpszintről kiemelt, rengeteg üledék vizsgálata még nem teljes, de az eddigi eredmények is több meglepő, érdekes újdonsággal szolgáltak. Az eredetileg meglevő barlangi felszín alatt körülbelül 30–50 centiméter vastag, úgynevezett tortaagyag van. Ez kolloid szemcsefrakciókból álló, ritmikus, nagy mésztartalmú, finoman sávozott üledék. Ennek jelenléte azért meglepő, mert a feltörő óriási mennyiségű és energiájú, feltehetőleg turbulens áramlású víz ellenére lassú és nyugodt leülepedési viszonyokra utal.
Ez alatt régészeti leleteket is tartalmazó kavicsos rétegek, majd egy üveghomokszerű réteg következett, melyből tökéletesen tükörfényesre polírozódott apró kavicsokat, gömbölyded ásványszemcséket lehet kiválogatni. Ezek nagyon szépek, színes, fényes ékkövekként ragyognak. Ezek anyaga leggyakrabban kvarc, amely lehet teljesen átlátszó hegyikristály is, színes kvarcitok, mikrokristályos SiO2 -változatok (karneol, jáspis, kalcedon) stb. Az apró kavicsos rétegből néhány pici, tükörfényes eocén nummulitest is sikerült kiválogatni. Ezek jelenléte azért meglepő, mert az ismert geológiai szelvény szerint a forráskürtő nem törhetett át eocén rétegeket! Talán egy távolabbi, a karsztvíz útjába eső kőzetösszletből ragadhatta magával a víz. Egy másik finom homokos réteg rendkívül dúsnak bizonyult magnetitben: hozzávetőleg 1m³ ebből a kitöltésből 10 kilogramm mágnesvasércet tartalmaz (Vajna György 1977).
1980-ban volt először Angyal-forrási-barlangnak nevezve a barlang az irodalmában. Előfordul a barlang az irodalmában Angyalforrás-barlang (Bertalan 1976), Angyal-forrás barlangja (Eszterhás 1992), Angyal-forrás Cave (Takácsné, Eszterhás, Juhász, Kraus 1989), Tatai-tavasbarlang (Kordos 1984), Tatai tavasbarlang (Bertalan 1976) és Pokol-forrás neveken is.

## Kutatástörténet
Az 1976-ban befejezett, Magyarország barlangleltára című kéziratban az olvasható, hogy a Tatai tavasbarlang, másik nevén Angyalforrás-barlang a Gerecse hegységben, Tatán helyezkedik el. A Népparkban lévő Angyal-forrás tölcséréből, 141 m tszf. magasságban nyílik. Bejárata betonaknában van. A tavasbarlang 20 m hosszú és 7 m mély. A kézirat barlangra vonatkozó része 3 irodalmi mű alapján lett írva. 1976-ban vált országos jelentőségű barlanggá a 4600-as (Gerecse hegység) barlangkataszteri területen lévő, tatabányai Angyal-forrás-barlangja.
Az 1976-ban összeállított, országos jelentőségű barlangok listájában lévő barlangnevek pontosítása után, 1977. május 30-án összeállított, országos jelentőségű barlangok listáján rajta van a Gerecse hegységben, Tatán található barlang Angyal-forrási-barlang néven. Az 1980. évi Karszt és Barlang 1. félévi számában publikálva lett, hogy a kiemelt jelentőségű Angyal-forrási-barlang a 4600-as barlangkataszteri területen (Gerecse hegység, Gete) helyezkedik el. A barlangnak 4630/46. a barlangkataszteri száma. Az MKBT Dokumentációs Bizottsága a helyszínen el fogja helyezni, a többi kiemelt jelentőségű barlanghoz hasonlóan, a barlang fémlapba ütött barlangkataszteri számát. A barlangkataszteri szám beütéséhez alapul szolgáló fémlap ugyanolyan lesz mint a többi kiemelt jelentőségű barlang fémlapja. Az 1981. évi Karszt és Barlang 1–2. félévi számában nyilvánosságra lett hozva, hogy az Angyal-forrási-barlangnak 4630/46. a barlangkataszteri száma (már korábban közölve lett a barlangkataszteri száma).
1982. július 1-től az Országos Környezet- és Természetvédelmi Hivatal elnökének 1/1982. (III. 15.) OKTH számú rendelkezése (1. §. és 3. §., illetve 5. sz. melléklet) értelmében a Gerecse hegységben lévő Angyal-forrási-barlang fokozottan védett barlang. Az 1982. szeptember–októberi MKBT Műsorfüzetben meg van említve, hogy a Gerecse hegységben található Angyal-forrási-barlang fokozottan védett barlang. A felsorolásban a barlangnevek az MKBT által jóváhagyott és használt helyesírás szerint, javított formában lettek közölve.

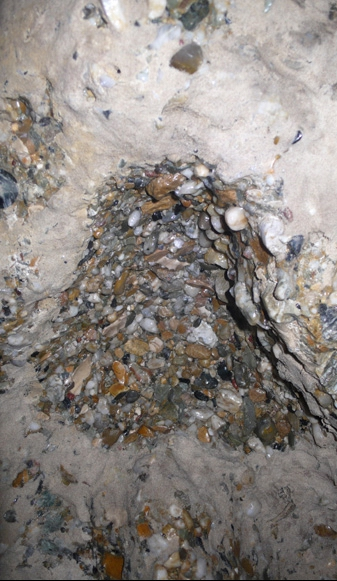
Részlet az Angyal-forrási-barlangból

Az 1984-ben kiadott, Magyarország barlangjai című könyv szerint a tatai Angyal-forrási-barlang fényesre lecsiszolt terme nemeskövekkel kirakott szobára emlékeztet. A kiadványban lévő országos barlanglistában szerepel a Gerecse hegység barlangjai között a 4630/46. barlangkataszteri számú barlang Angyal-forrási-barlang néven Tatai-tavasbarlang névváltozattal. A listához kapcsolódóan látható a Dunazug-hegység barlangjainak földrajzi elhelyezkedését bemutató 1:500 000-es méretarányú térképen a barlang földrajzi elhelyezkedése. Egyedi jellegénél és képződményeinek szépsége miatt ez a barlang is felkerült 1988-ban a fokozottan védett barlangok listájára.
Az 1989. évi Karszt és Barlangban lévő, Magyarország barlangjai című összeállításban szó van arról, hogy a tatabányai szénbányászat karsztvízcsökkentő hatása miatt az elmúlt évtizedekben szárazzá vált a Tatán fekvő Angyal-forrási-barlang. A kis forrásjárat érdekessége, hogy cementált oligocén kavicsban jött létre az üreg nagy része. A publikációban lévő 1. ábrán (Magyarország térkép) be van mutatva a barlang földrajzi elhelyezkedése. A folyóirat 1989. évi különszámában napvilágot látott ennek az utóbbi tanulmánynak az angol nyelvű változata (The caves of Hungary). Ebben a tanulmányban Angyal-forrás Cave a barlang neve. Az Eszterhás István által 1992-ben írt lista szerint 1992 decemberében Magyarországon 423, a Gerecse hegységben pedig 1 olyan barlang van, amelyek nem karsztkőzetben alakultak ki. Az üledékes, de nem karsztosodó kőzetben létrejött, Magyarországon található barlangok között a 4. leghosszabb a homokkőben és konglomerátumban húzódó Angyal-forrás barlangja (Tata), amely 17 m hosszú és 5 m magas.
Az 1994-ben megjelent, Lychnis. Szemelvények a vulkáni kőzetekben keletkezett barlangok kutatásáról című kiadvány szerint a Magyarországon lévő olyan barlangok között, amelyek nem karsztosodó, üledékes kőzetben jöttek létre, az 1994. nyári állapot alapján az 5. leghosszabb az Angyal-forrási-barlang (Tata). A barlang homokkőben és konglomerátumban alakult ki, 17 m hosszú és 1 m magas. Magyarországon 489, a Gerecse hegységben pedig 1 barlang található nem karsztkőzetben. Magyarországon 28 barlang alakult ki homokkőben, 32 barlang Ca-kötésű konglomerátumban, 5 barlang pedig Si-kötésű konglomerátumban. 1998. május 14-től a környezetvédelmi és területfejlesztési miniszter 13/1998. (V. 6.) KTM rendelete szerint a Duna–Ipoly Nemzeti Park Igazgatóság illetékességi területén, a Gerecse hegységben található Angyal-forrási-barlang az igazgatóság engedélyével látogatható.
2001. május 17-től a környezetvédelmi miniszter 13/2001. (V. 9.) KöM rendeletének értelmében a Gerecse hegység területén lévő Angyal-forrási-barlang fokozottan védett barlang. Egyidejűleg a fokozottan védett barlangok körének megállapításáról szóló 1/1982. (III. 15.) OKTH rendelkezés hatályát veszti. 2005. szeptember 1-től a környezetvédelmi és vízügyi miniszter 22/2005. (VIII. 31.) KvVM rendelete szerint a Duna–Ipoly Nemzeti Park Igazgatóság működési területén, a Gerecse hegységben található Angyal-forrási-barlang a felügyelőség engedélyével látogatható. 2005. szeptember 1-től a környezetvédelmi és vízügyi miniszter 23/2005. (VIII. 31.) KvVM rendelete szerint a Gerecse hegységben lévő Angyal-forrási-barlang fokozottan védett barlang.

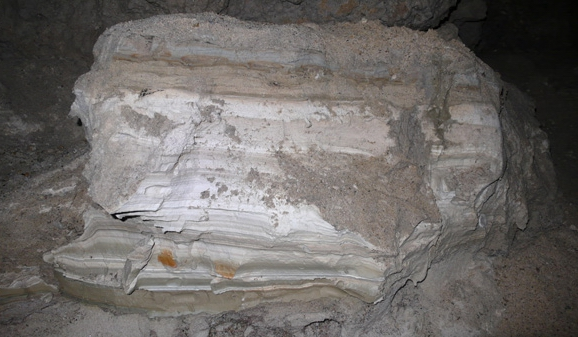
Részlet az Angyal-forrási-barlangból

A 2005-ben megjelent, Magyar hegyisport és turista enciklopédia című kiadványban önálló szócikke van a barlangnak. A könyv szerint az Angyal-forrási-barlang 1988-tól fokozottan védett természeti érték. A tatai Tóvárosban lévő Angolparkban, 142 m tszf. magasságban van a bejárata. A barlangot pannonkori vegyes konglomerátumban, valamint homokkőben hozták létre a feltörő melegvizek. A falakat simára csiszolták a vízben áramló finom szemcsék. A körte alakú, 4–5 m mély, 15×17 m alapterületű forrásüreg az 1960-as években a karsztvízszint mesterséges süllyesztésekor vált szárazzá. A Megalodus Barlangkutató Csoport és a Kuny Domokos Múzeum munkatársai 1983-ban kezdték el feltárását. A jelenleg már 30 m hosszig és 10 m mélységig ismert barlang üledékében majdnem 5000, leginkább rézkori (zselizi kultúra, péceli kultúra) és bronzkori cseréptöredék volt. Előkerültek belőle vaskori, római kori (pénzérmék) és a későbbi korok leletei is. Engedély kell a lezárt forrásjárat megtekintéséhez.
2007. március 8-tól a környezetvédelmi és vízügyi miniszter 3/2007. (I. 22.) KvVM rendelete szerint a Duna–Ipoly Nemzeti Park Igazgatóság működési területén lévő Gerecse hegységben elhelyezkedő Angyal-forrási-barlang az igazgatóság engedélyével tekinthető meg. A 2013-ban publikált és Varga Gábor által írt tanulmányban a Komárom-Esztergom megyében lévő Tatán elhelyezkedő, 64386 lelőhely-azonosítójú és 4630-46 barlangkataszteri számú Angyal-forrási-barlang a másodlagos régészeti lelőhelyek közé van sorolva. 2013. július 19-től a vidékfejlesztési miniszter 58/2013. (VII. 11.) VM rendelete szerint az Angyal-forrási-barlang (Gerecse hegység, Duna–Ipoly Nemzeti Park Igazgatóság működési területe) az igazgatóság hozzájárulásával látogatható. 2015. november 3-tól a földművelésügyi miniszter 66/2015. (X. 26.) FM rendelete szerint az Angyal-forrási-barlang (Gerecse hegység) fokozottan védett barlang. 2021. május 10-től az agrárminiszter 17/2021. (IV. 9.) AM rendelete szerint az Angyal-forrási-barlang (Gerecse hegység, Duna–Ipoly Nemzeti Park Igazgatóság működési területe) az igazgatóság engedélyével látogatható. A 13/1998. (V. 6.) KTM rendelet egyidejűleg hatályát veszti.